# 王文彪
王文彪（1958年—），汉族，中华人民共和国政治人物、第十一届全国政协委员。
加入中国共产党，担任全国工商联副主席、内蒙古自治区工商联副主席。2008年，当选第十一届全国政协委员，代表中华全国工商业联合会，分入第二十一组。